# Філіпп Поль де Сегюр
Філіпп Поль де Сегюр (фр. Philippe-Paul de Ségur, *4 листопада 1780 —†25 лютого 1873) — французький військовий діяч часів Першої імперії, історик.

## Життєпис
Народився 1780 року у Парижі. Походив з аристократичної родини. Син Луї-Філіппа де Сегюра, відомого королівського дипломата. Отримав гарну освіту. деякий час займався літературною діяльністю. Лише у 1800 році вступив до гусарського полку у чині лейтенанта. Воював у складі Рейнської армії, відзначився у битві при Ґохенліндені. У листопаді того ж року стає помічником-ад'ютантом генерала Макдональда. У 1802 році служив під орудою генерала П'єра де Бернонвіля. У 1803 році отримує звання капітана. У 1804 року працює у генеральному штаті Великої армії.
У 1806 році воював в Італії, а потім у Прусії. Наприкінці того ж року потрапив у полон. Повернувся до Франції у 1808 році. Того ж року у званні майора брав участь у битві при Сомосьєррі, за звитягу у якій отримав звання полковника. У 1810 році отримує звання бригадного генерала.
У військовій кампанії 1812 року проти Росії Сегюр був помічником імператора Наполеона I. Втім не брав активної участі у боях. У військових кампаніях 1813 та 1814 року гарно проявив себе, особливо у битві при Ханау. Після реставрації Бурбонів очолював гвардійську кавалерію. Під час Ста днів перейшов на бік Наполеона. У 1818 році відправлений у відставку.
До Липневої революції 1830 року займався літературною діяльністю. У 1830 році став членом Французької академії. У 1831 році отримав звання генерал-лейтенанта й пера Франції. У 1847 році король Луї-Філіп надав Сегюру великого хреста Ордена Почесного легіону. Після революції 1848 року Сегюр віддалився від справ. Помер у Парижі 25 лютого 1873 року.

## Літературна та історична діяльність
У 1802 році випустив перші нариси з військової кампанії генерала Макдональда у Швейцарії. Найбільш значущим є історична працю «Історія Наполеона та його Великої армії у 1812 році», яка вийшла у 1824 році. Інші його твори: «Історія Росії та Петра Великого», «Історія Карла VIII».